# Ebersegg
Ebersegg ist ein Ort in den Ybbstaler Alpen in Oberösterreich wie auch Ortschaft der Gemeinde St. Ulrich bei Steyr im Bezirk Steyr-Land.

## Geographie
Der Ort befindet sich 10 Kilometer südöstlich der Stadt Steyr, 8 km südöstlich vom Gemeindehauptort Sankt Ulrich.
Die Streusiedlung Ebersegg liegt links im Kleinramingtal auf um die 600 m ü. A. Höhe. Sie erstreckt sich über gut 2½ km auf einem Vorriedel des Spadenbergs (1000 m ü. A.) zwischen dem Ramingbach, der hier die Landesgrenze zu Niederösterreich bildet, und dem Großkohlergraben. Der Riedel kulminiert mit 773 m ü. A. bei der Geroldkapelle, und zieht sich noch taleinwärts nach Blumau. Die Ortschaft umfasst um die 30 Adressen mit etwa 130 Einwohnern, und gehört zur Katastralgemeinde Kleinraming. Am 1. Jänner 2024 gab es in der Ortschaft 125 Einwohner.
Die Berge hier werden ortsüblich zu den Enns- und Steyrtaler Flyschbergen gerechnet.
| ∗                |                                             | Kürnberg (O, Gem. St. Peter i.d. Au, Bez. Amstetten, NÖ) |
| Kohlergraben (O) | Kompassrose, die auf Nachbargemeinden zeigt |                                                          |
| Großkohlergraben |                                             | Blumau Maria Neustift (O u. Gem.)                        |

∗ Ortsch. Kleinraming grenzt nicht an, die Häuser im Ramingtal nordwestlich gehören noch zu Kohlergraben.

## Geschichte und Infrastruktur
Ebersegg war ebenso wie Neustift, Pfriemreith und Windhag ein freies Amt der Herrschaft Steyr.
Mit Schaffung der Ortsgemeinden wurde die Steuergemeinde Ebersegg 1851 Teil der politischen Gemeinde Kleinraming, diese aber mitsamt ihren Ortschaften schon 1857 nach St. Ulrich eingemeindet.
Das Gebiet hat eine eigene Freiwillige Feuerwehr, Zug Ebersegg.

## Nachweise
- 49234 – St. Ulrich bei Steyr. Gemeindedaten der Statistik Austria

1. ↑  Statistik Austria: Bevölkerung am 1.1.2024 nach Ortschaften (Gebietsstand 1.1.2024), (ODS, 500 KB)
2. ↑  Helmuth Feigl: Die befreiten Ämter der Herrschaft Steyr in den Bauernkriegen des 16. und 17. Jahrhunderts. Mitteilungen des oberösterreichischen Landesarchivs Bd. 6 (1959), S. 209–262, Teil 1 (ooegeschichte.at [PDF]), Teil 2 (ooegeschichte.at [PDF])
3. ↑  St.Ulrich b.St. Geschichte: Bürgermeister (land-oberoesterreich.gv.at).
4. ↑  FF Ebersegg (ff-ebersegg.at).